# Dzioborożec rdzawogłowy
Dzioborożec rdzawogłowy, dzioborożec filipiński (Buceros hydrocorax) – gatunek dużego ptaka z rodziny dzioborożców (Bucerotidae). Występuje wyłącznie na Filipinach. Jest narażony na wyginięcie.

## Systematyka

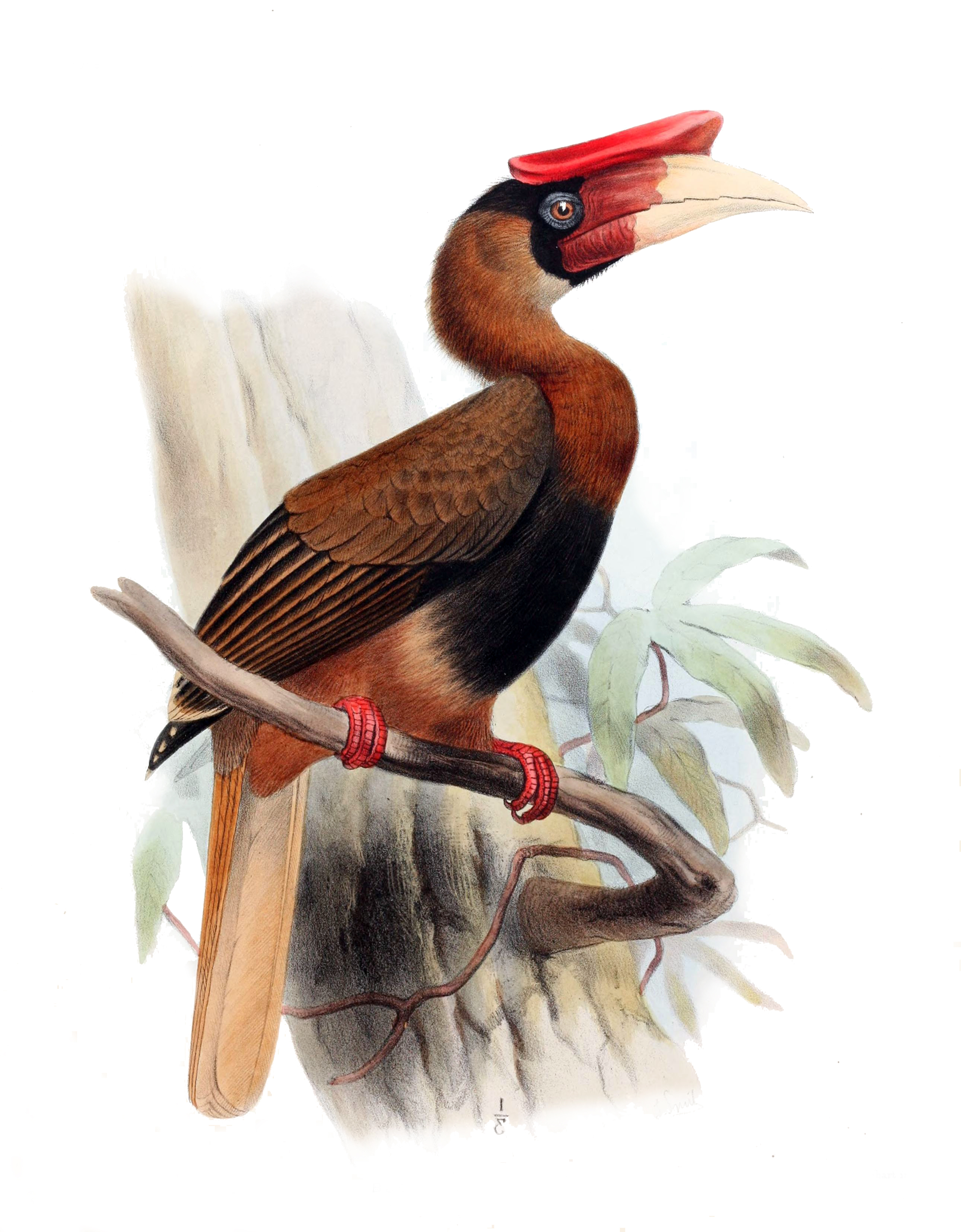
B. h. mindanensis (ilustracja Josepha Smita, 1881)

Gatunek ten po raz pierwszy zgodnie z zasadami nazewnictwa binominalnego opisał w 1766 roku Karol Linneusz w 12. edycji Systema Naturae. Autor nadał gatunkowi nazwę Buceros hydrocorax, która obowiązuje do tej pory. Jako miejsce typowe błędnie wskazał Moluki, co później poprawiono na Filipiny.
Międzynarodowy Komitet Ornitologiczny (IOC) wyróżnia trzy podgatunki B. hydrocorax:
- B. h. hydrocorax Linnaeus, 1766 – dzioborożec rdzawogłowy[4] – Luzon i Marinduque (północne Filipiny)
- B. h. semigaleatus Tweeddale, 1878 – Wschodnie Visayas (środkowe Filipiny)
- B. h. mindanensis Tweeddale, 1877 – dzioborożec czerwononogi[4] – Mindanao i sąsiednie wyspy (południowe Filipiny)

Na liście ptaków świata opracowywanej we współpracy BirdLife International z autorami Handbook of the Birds of the World podgatunki semigaleatus i mindanensis wydzielane są do osobnego gatunku Buceros mindanensis. Ujęcie systematyczne według tej listy jest stosowane przez Międzynarodową Unię Ochrony Przyrody (IUCN).
Opisano też podgatunek basilanicus, ale jest on traktowany jako synonim B. h. mindanensis.

## Morfologia
Długość ciała 60–65 cm. Masa ciała: samce 1185–1824 g, samice 1017–1662 g.
Podgatunek nominatywny ma cały czerwony dziób i narośl na nim, pozostałe podgatunki bliższą nasady połowę dzioba mają czerwoną, a połowę dalszą – żółtą. Obie płcie są do siebie podobne, choć samice są mniejsze i mają mniejszą narośl na dziobie.

## Status
IUCN klasyfikuje Buceros hydrocorax i Buceros mindanensis jako gatunki narażone na wyginięcie (VU – Vulnerable). Ich liczebność nie została oszacowana, ale ptaki te opisywane są jako lokalnie pospolite. Trend liczebności populacji obu tych taksonów oceniany jest jako spadkowy.